# Gerard Seghers
Pour les articles homonymes, voir Seghers.
Gerard Seghers est un peintre flamand baptisé à Anvers le 17 mars 1591 mort dans la même ville le 18 mars 1651.
Il a effectué de la peinture d’histoire et mythologique, des compositions religieuses et des sujets allégoriques.

## Biographie
Né à Anvers, Gerard Seghers est le fils de l'aubergiste Jan Seghers et son épouse Ida de Neve, Gerard Seghers. Il élève à Anvers en 1603, probablement chez Hendrick van Balen et Abraham Janssen, puis maître en 1608.
Il alla en Italie, puis travailla plusieurs années à Madrid pour Philippe III.
De retour à Anvers en 1620, il fit partie de la chambre de rhétorique. Il épousa en 1621 Catherine Wouters.
Il fut peintre à la cour de Ferdinand en 1637, doyen de la guilde en 1646 et après la mort de Rubens, devint un des plus riches et célèbres peintres de son temps.
Il eut pour élèves Th. Willeboirts Bosschaert, Peter Franchoys et peut être Jan Miel.
D’Argenville et Deschamps affirment que Seghers visita l’Angleterre. Walpole n’en dit rien et les biographes anglais semblent douter du fait.

## Œuvres dans les collections publiques
- La Résurrection du Christ, vers 1620, 324 × 240 cm, Paris, musée du Louvre[1].
- Job à l'épreuve de sa femme et ses trois amis, après 1613, en collaboration avec Peter Paul Rubens, huile sur toile, 192 × 242 cm, Galerie nationale de Prague[2].
- La Vierge à l'Enfant apparaissant à saint Éloi, huile sur toile, 330 × 246 cm, musée des Beaux-Arts de Valenciennes[3].
- L'Assomption de la vierge, 1629, 490 × 326 cm, église Notre-Dame de Calais.
- L'Assomption de la vierge, vers 1625, 420 × 260 cm, église Saint-Gilles de Bourg-la-Reine[4].
- Le Songe de Joseph, huile sur toile, 225 × 500 cm, collégiale Saint-Vincent de Soignies[5]
- Le Christ après la flagellation, huile sur toile, 90 × 150 cm, musée des Beaux-Arts de Reims[6],[7]

Œuvres de Gerard Seghers
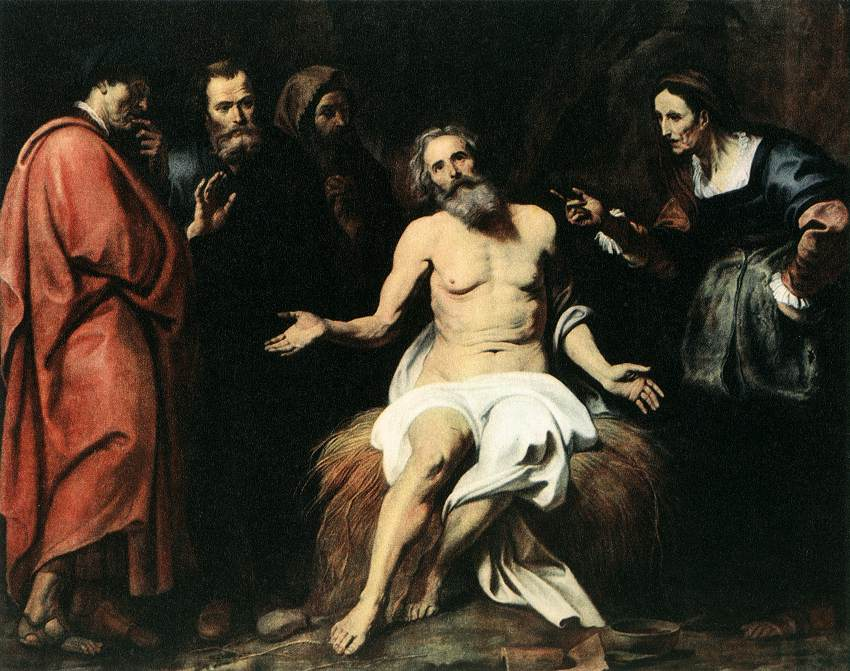
Job à l'épreuve de sa femme et ses trois amis (après 1613), en collaboration avec Peter Paul Rubens, Galerie nationale de Prague.
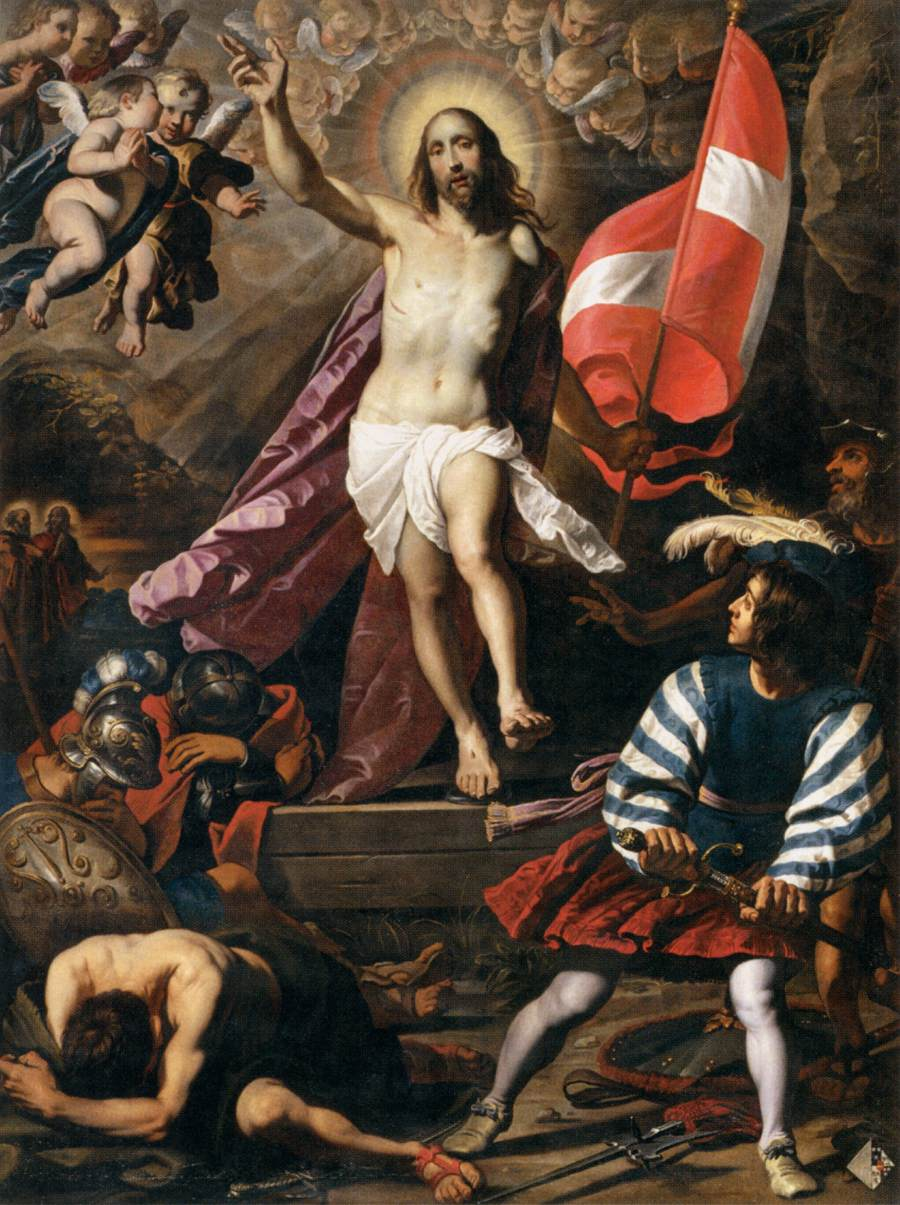
La Résurrection (vers 1620), Paris, musée du Louvre.
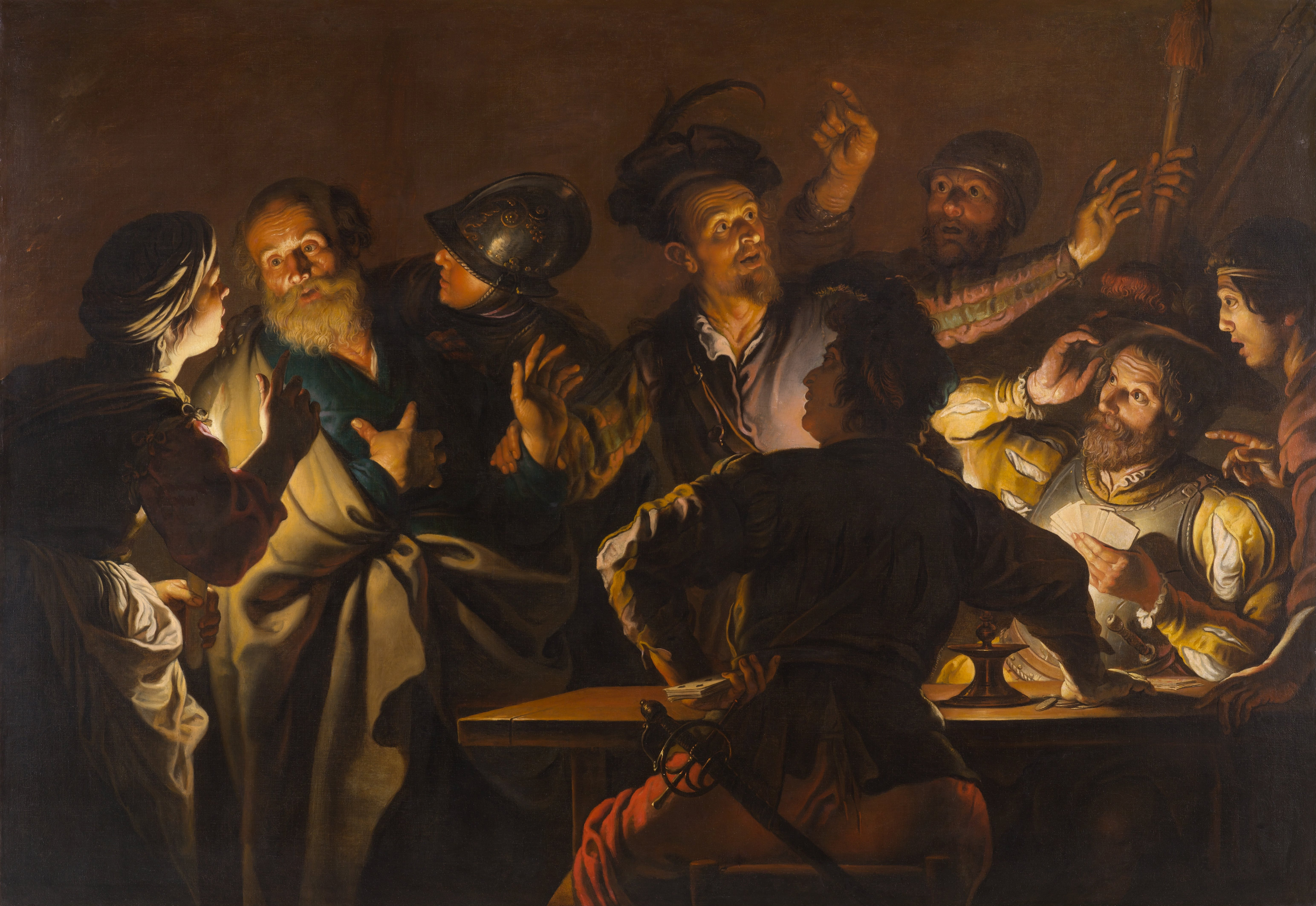
Le Reniement de saint Pierre (vers 1623), Raleigh, North Carolina Museum of Art.
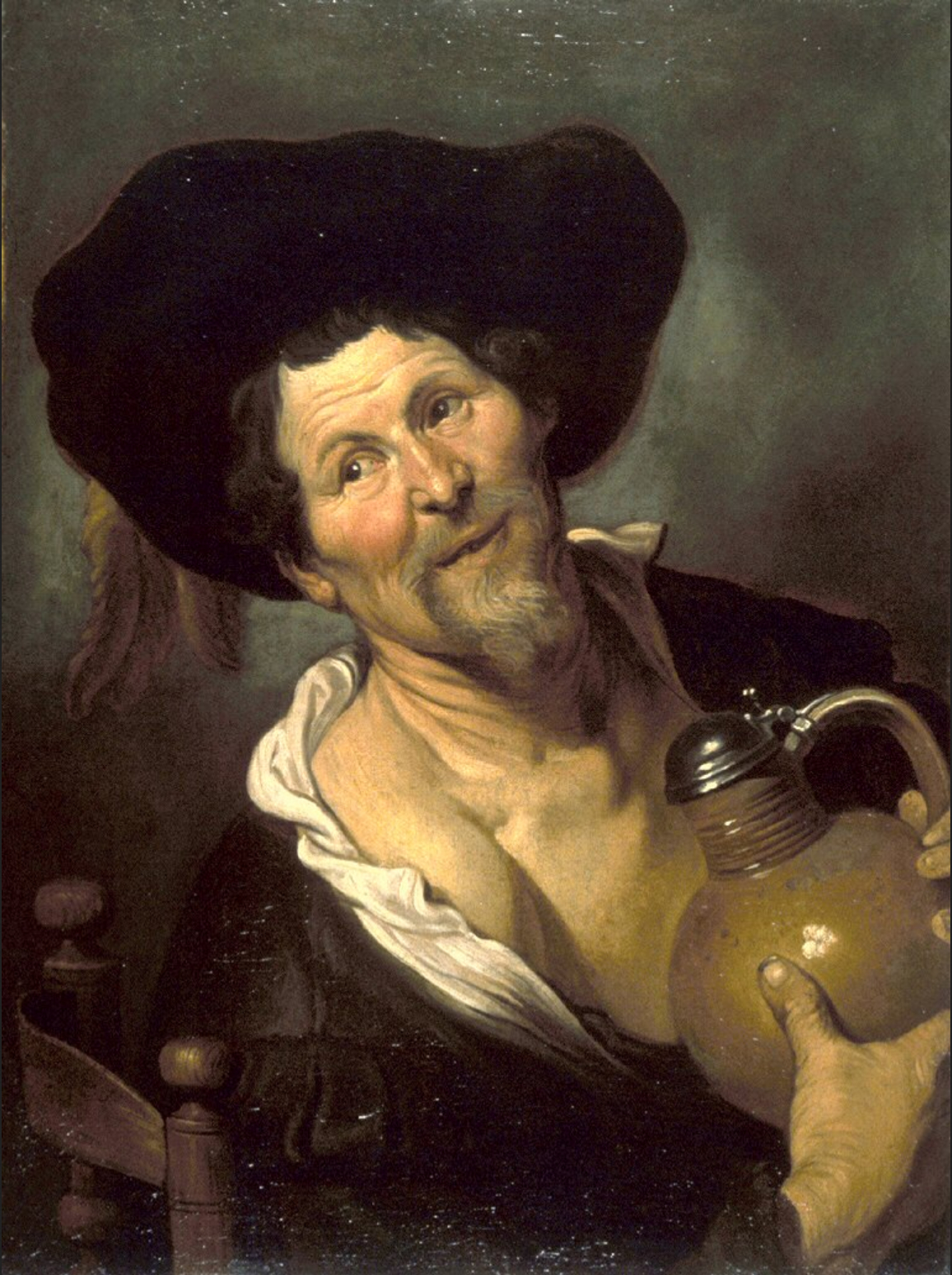
Le Joyeux buveur (entre 1624 et 1626), Baltimore, Walters Art Museum.
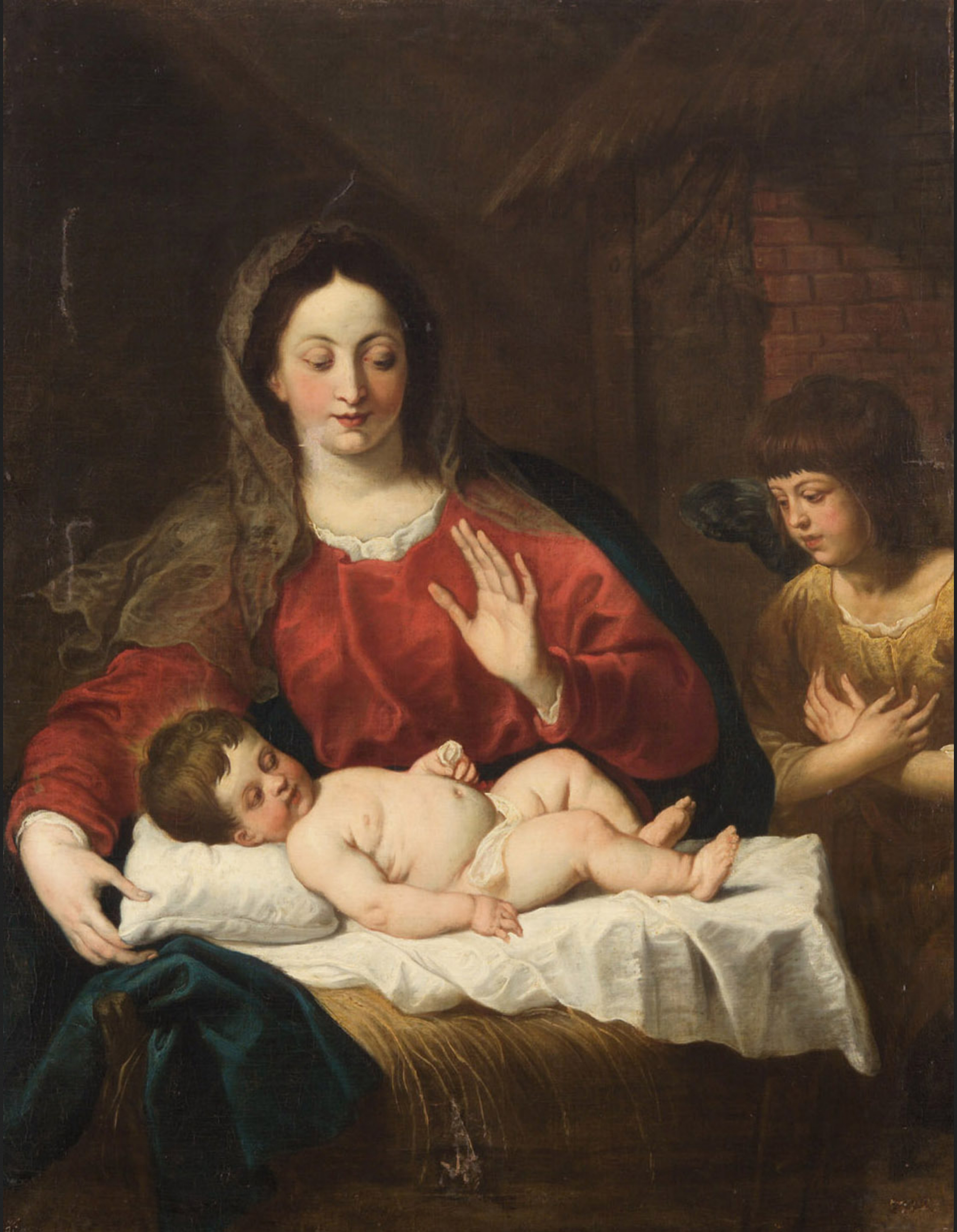
Vierge à l'Enfant avec un ange (entre 1630 et 1635), musée d'Histoire de l'art de Vienne.
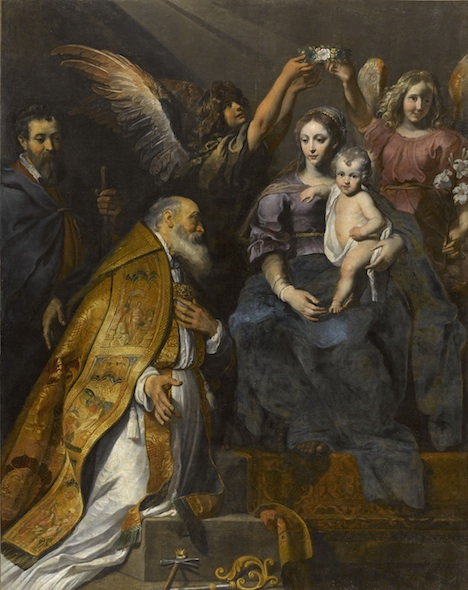
La Vierge à l'Enfant apparaissant à saint Éloi, musée des Beaux-Arts de Valenciennes.
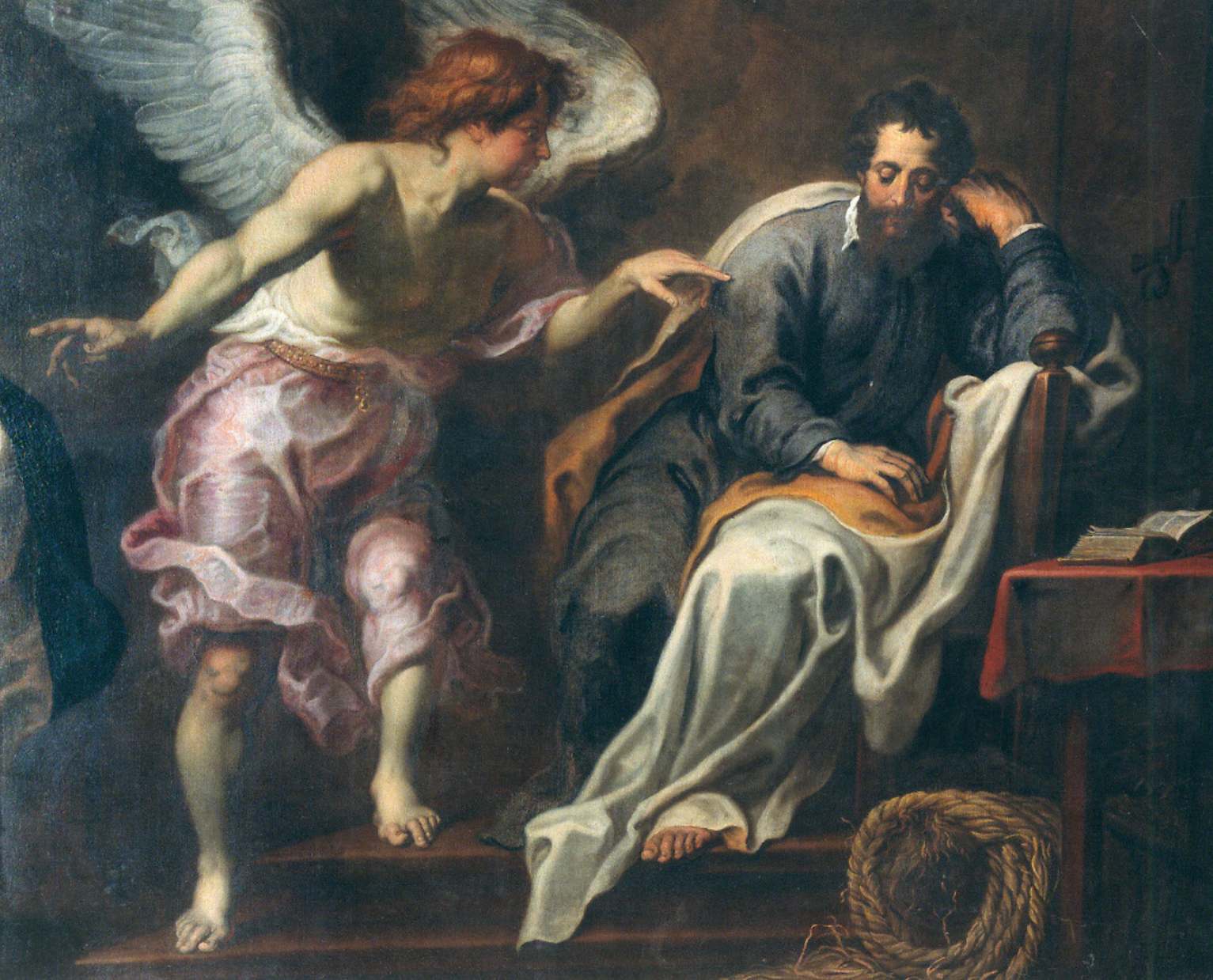
Le Songe de Joseph, collégiale Saint-Vincent de Soignies.
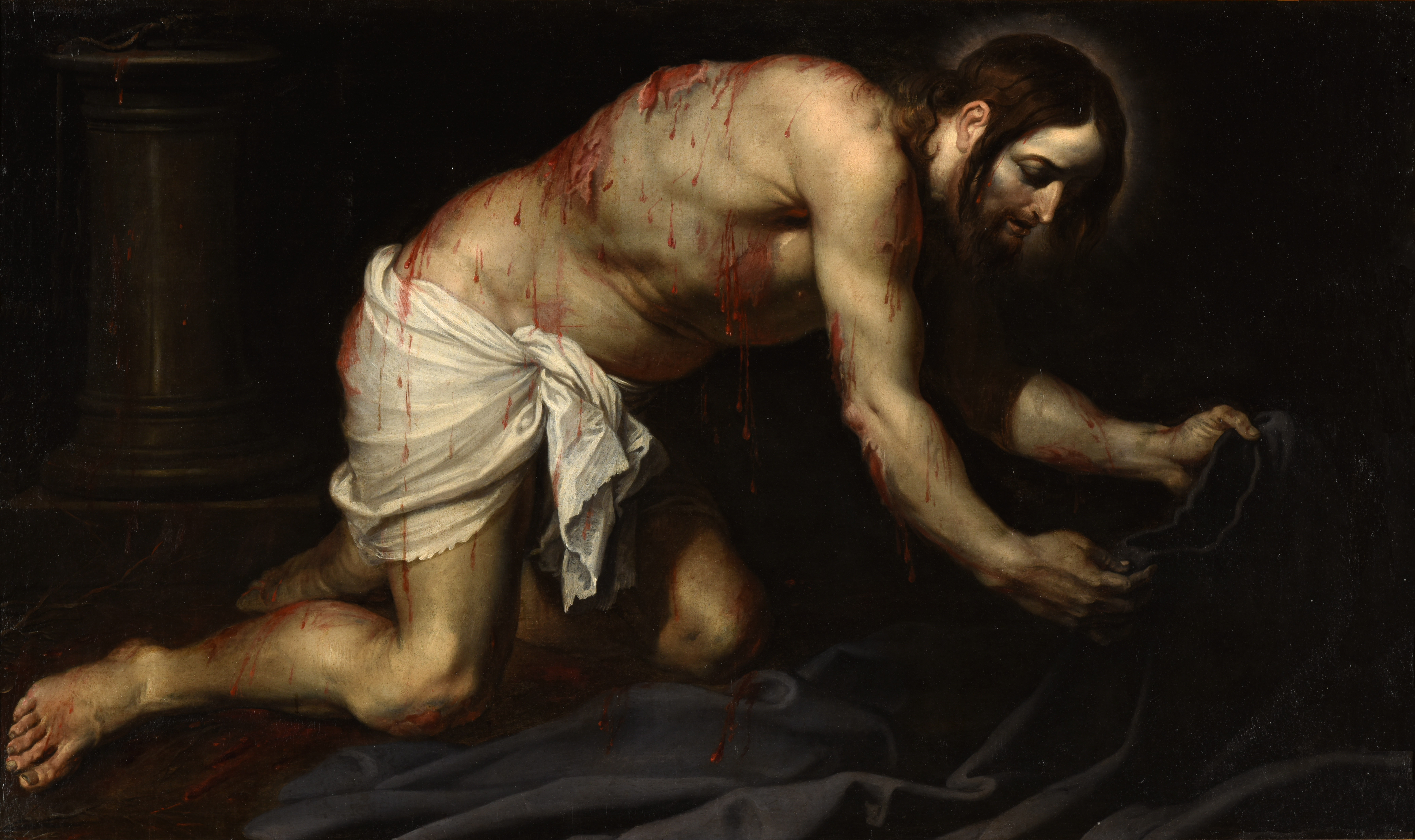
Le Christ après la flagellation[7], Reims, musée des Beaux-Arts